# マギンダナオ族
マギンダナオ族（マギンダナオぞく）は、フィリピンミンダナオ島の少数民族。由来は、現地語で氾濫原の人々という意味。

## 歴史
古くからミンダナオ島西部の平原地帯で狩猟、農耕などに従事していたが、16世紀初頭、ジョホールからシャリフ・カブンスワンがミンダナオ島に入り、ミンダナオ島最初のイスラム国家を建設するとマギンダナオ族も従属。イスラム教への改宗が進んだ。その後、マギンダナオ族の国家、マギンダナオ王国やブアヤン王国を成立させ、ミンダナオ島のほぼ全域を支配した。16世紀後半に入ると、スペインがフィリピンの植民活動に乗り出すと抵抗。後に、アメリカ、フィリピン政府（マニラ）に対しても抵抗を続ける素地となった。
1990年代後半には、モロ・イスラム解放戦線の最大構成員となり反政府色を強めたが、2000年代に入りフィリピン軍の攻勢が強まると和平が進んだ。
長年の抵抗の歴史から、銃器等の取り扱いに慣れている者も依然として多く、政敵同士で大規模な武力抗争が行われるなど、ミンダナオ島の治安の悪さにも影を落としている。

## 言語
- マギンダナオ語 - オーストロネシア語族に属する